# Pequeno munsterlander
A pequeno munsterlander[Nota] (em alemão:  Kleiner münsterländer) é uma raça antiga, usada para levantar aves para redes e falcões. Com o declínio da falcoaria, este cão passou a ser utilizado para aponte e recolhimento, e depois, para companhia. De temperamento classificado como dedicado e inteligente, tem seu adestamento dito fácil. Reavivado no século XX através de cruzamentos com outros cães europeus, teve sua quantidade aumentada, passando a ganhar mais espaço e preferências, como entre os caçadores do continente americano. De personalidade considerada alegre, afetuosa e energética, não requer cuidados além de liderança e exercícios.